# Moïse Poliatschek
Pour les articles homonymes, voir Poliatschek.
Moïse (Maurice) Poliatschek (né le 2 avril 1884 à Lida dans l’Empire russe, aujourd'hui en Biélorussie, et mort en 1950 à Metz) est un rabbin français, né dans l'Empire russe. Il dirige diverses communautés en France et participe à la Première Guerre mondiale comme aumônier militaire. Il est le père du rabbin Jean Poliatschek (1914-1993), rabbin français puis professeur à l’université Bar-Ilan à Ramat Gan, en Israël.

## Éléments biographiques
Moïse Poliatschek est né en 1884 ou 1885 à Lida dans l’Empire russe, aujourd'hui en Biélorussie. Il est le fils de Shlomo Chaim Poliatschek né en 1862 à Lida, en Lituanie, aujourd'hui en Biélorussie et mort le 1er août 1947 en France. Il est le frère d'Adèle Poliatschek née circa 1888 à Paris et morte le 9 juin 1953 à Los Angeles, en Californie et de Emanuel (André, Paul) Poliatschek, né circa 1898 à Paris et mort circa 1948 aux États-Unis.
Son père se remarie avec Rosalie Hermant née circa 1867 à Nemerov (Nemyriv) en Russie, aujourd'hui en Ukraine. Ils ont 2 enfants, dont Lizette Hermant née le 30 novembre 1894 à Paris et morte en janvier 1974 à Manhattan, New York.
Il apparait que Shlomo Chaim Poliatschek s'installe à Paris entre 1884/1885 et 1888, donc Moïse Poliatschek arrive à Paris à un très jeune âge: moins de 3 ans!
Moïse Poliatschek étudie au Séminaire israélite de France (SIF), à Paris de 1902 à 1910.
Il aurait étudié à la Faculté de Droit.
Il devient rabbin de Altkirch, en Alsace, position qu’occupera plus tard également son fils Jean Poliatschek, puis de Toulouse, en 1914.
Durant la Première Guerre mondiale il est aumônier militaireau 17e corps.
Il est mort à Metz en 1950.

### Famille
Moïse Poliatschek est l'époux de Flore (ou Florr) Levi, née en 1886 et morte en 1940. Ils ont un fils, Jean Poliatschek (1914-1993), rabbin français puis professeur à l’université Bar-Ilan à Ramat Gan, en Israël.